# Amerikahuset
För andra betydelser, se Amerikahuset (olika betydelser).

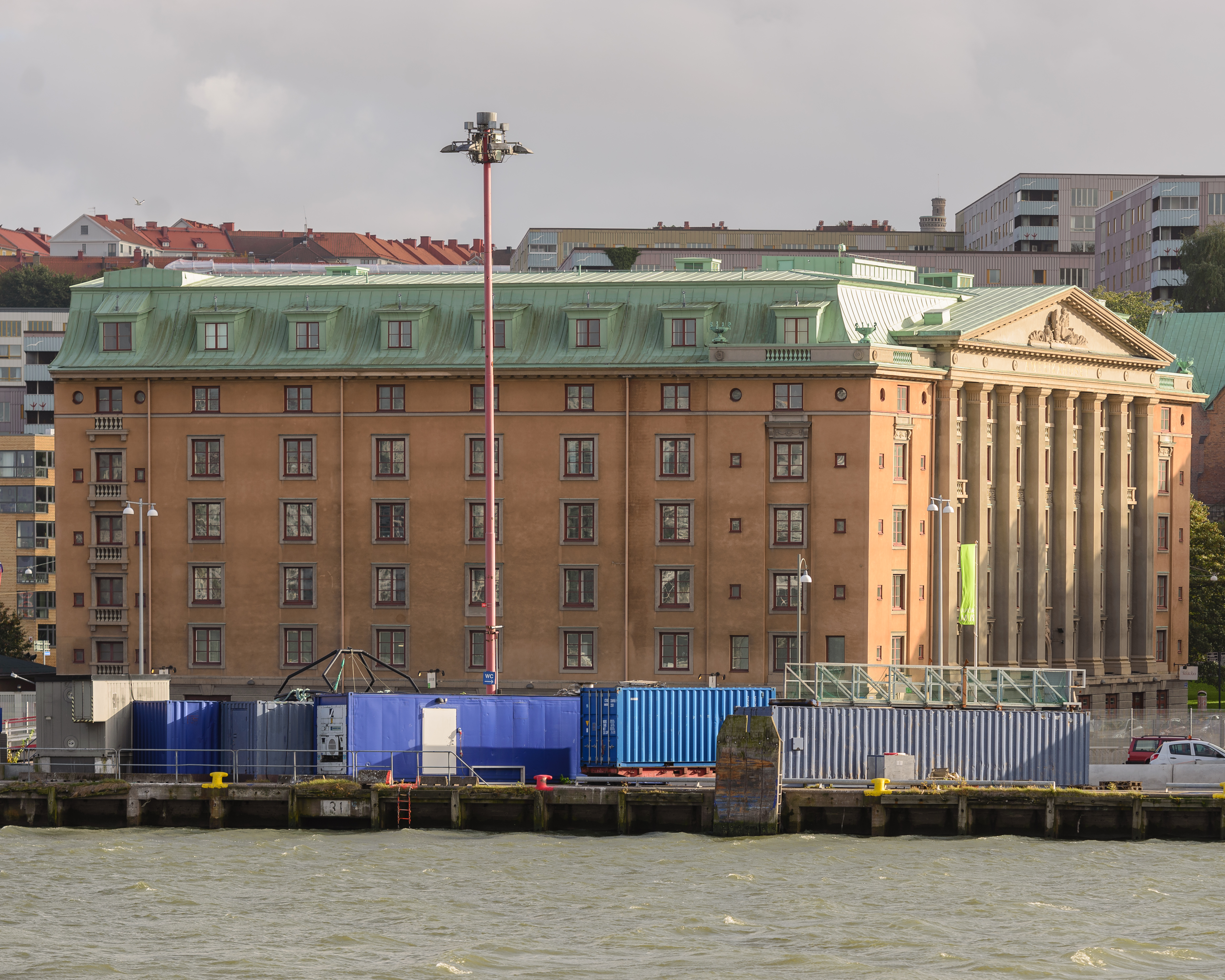
Amerikahuset sett från Göta älv, 2014.

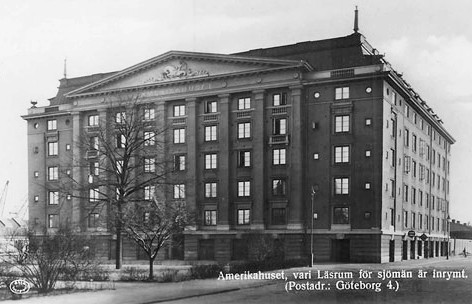
Amerikahusets framsida, datum okänt.

Amerikahuset är en betongbyggnad i sex våningar, samt vindsvåning, i 26:e kvarteret Koggen vid Barlastgatan, söder om Oscarsleden på Södra Älvstranden i stadsdelen Masthugget i Göteborg. Huset med sina 11 230 kvadratmeter ingår i kommunens bevarandeprogram. Det får inte rivas och får renoveras endast med stor varsamhet. 
För att kunna få reparerat sina fartyg ombord i Göteborgs hamn, beslöt Svenska Lloyd att år 1916 bilda Svenska Lloyds Verkstadsaktiebolag med ett aktiekapital på 30 000 kronor. År 1917 ökades aktiekapitalet till 90 000 kronor och året därpå till 500 000 kronor. Därefter togs beslut om att bygga en verkstadsanläggning vid dåvarande Värmlandsgatan, i hörnet av Skeppsbron och Barlastplatsen. Förutom denna verkstad inköptes Centralgjuteriet på Hisingen med därtill hörande fastigheten Stillestorp samt inventarier.
Byggnaden uppfördes 1919-1925 av F O Peterson & Söner - efter ritningar av Arvid Bjerke och Ragnar Ossian Swensson - och var ursprungligen tänkt att hålla lager och verkstäder för Svenska Lloyd. Bygget avstannade under krisåret 1921, och fastigheten övertogs därefter 1923 av Svenska Amerika Liniens fastighetsbolag, som byggde om 1925 med Sven Steen och Olof Sellman som arkitekter. Man lät rita om huset för rederiets kontor, lager samt tvätteri. Dessutom inrättades ett trettiotal personallägenheter. Johan Axel Wetterlund utförde naturstenspartierna över entrén.
Familjen Waidele köpte fastigheten 1959 för 2,4 miljoner kronor av Broströmskoncernen och sålde den 1987 till fastighetsbolaget Coronado. Coronado intecknade Amerikahuset för 132 miljoner kronor, men då fastighetsbranschen kollapsade, kunde man inte betala sina lån, utan statsägda Securum fick överta fastigheten för sju miljoner kronor.
Under stora delar av 1990-talet stod byggnaden tom, innan en större renovering genomfördes. Fastigheten innehåller numera 56 lägenheter och 5 000 kvadratmeter kontor och butiksyta. Sedan 2000 förvaltar och äger Castellum fastigheten.

## Bilder

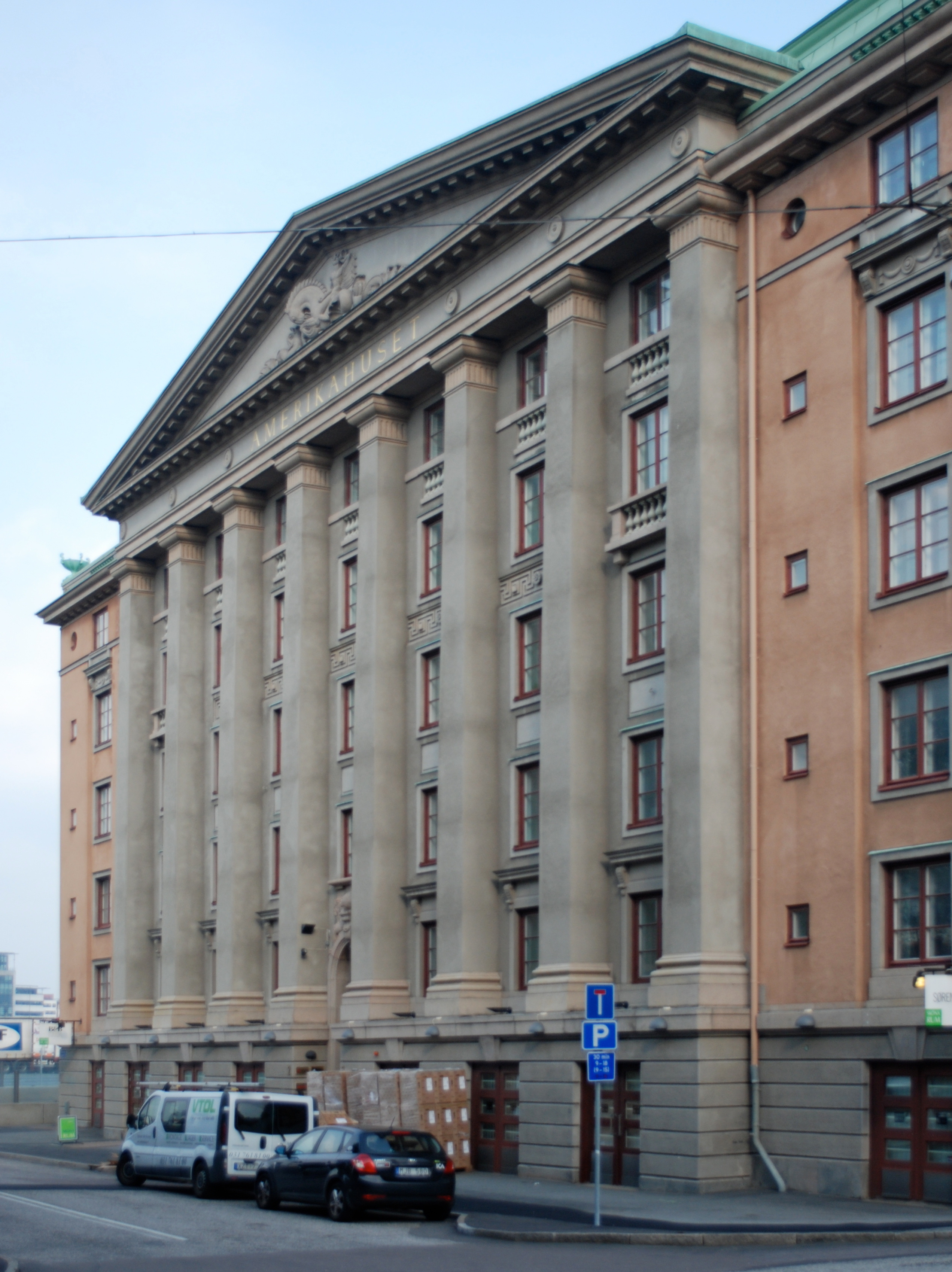
Husets framsida mot väster.
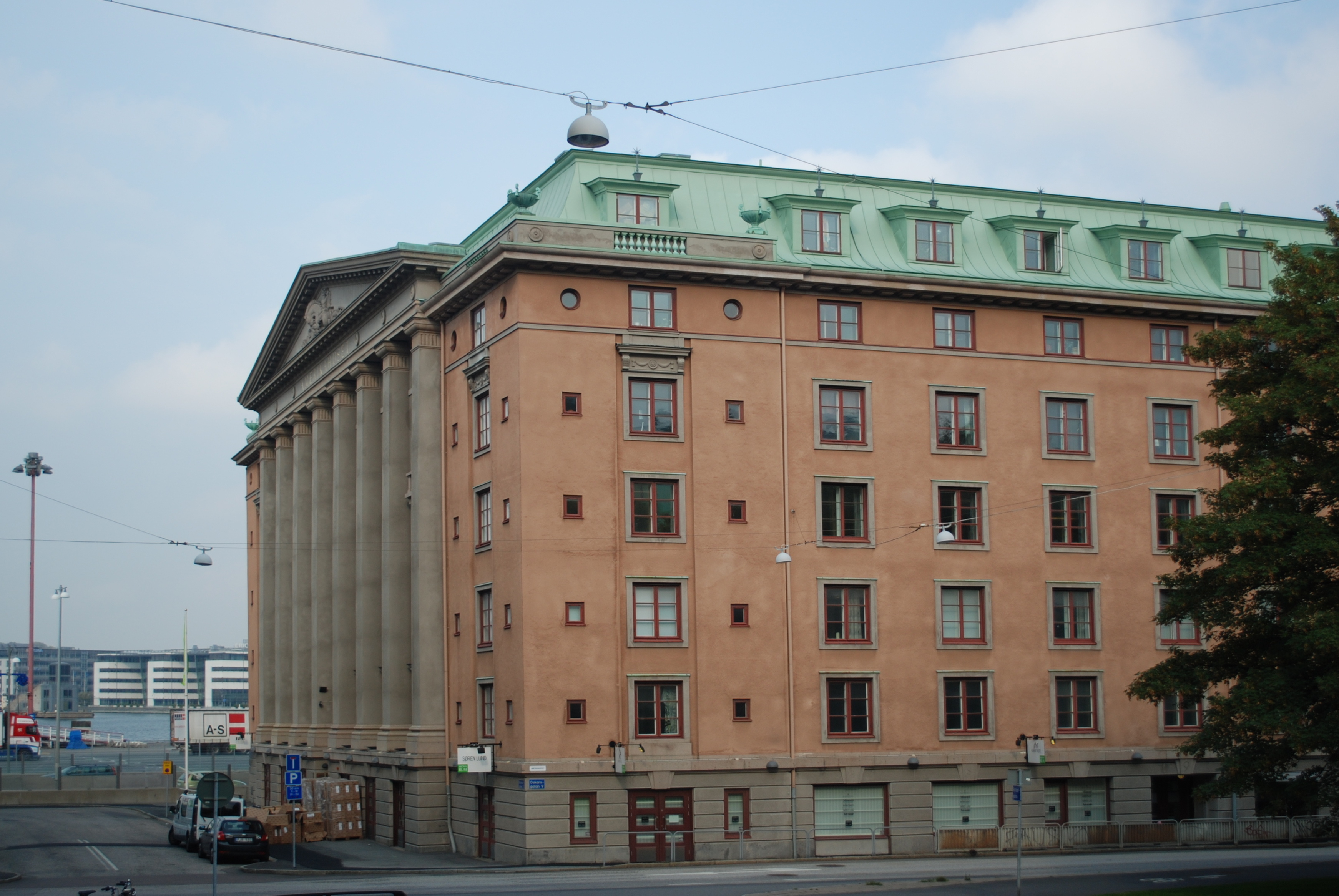
Fasad mot söder.
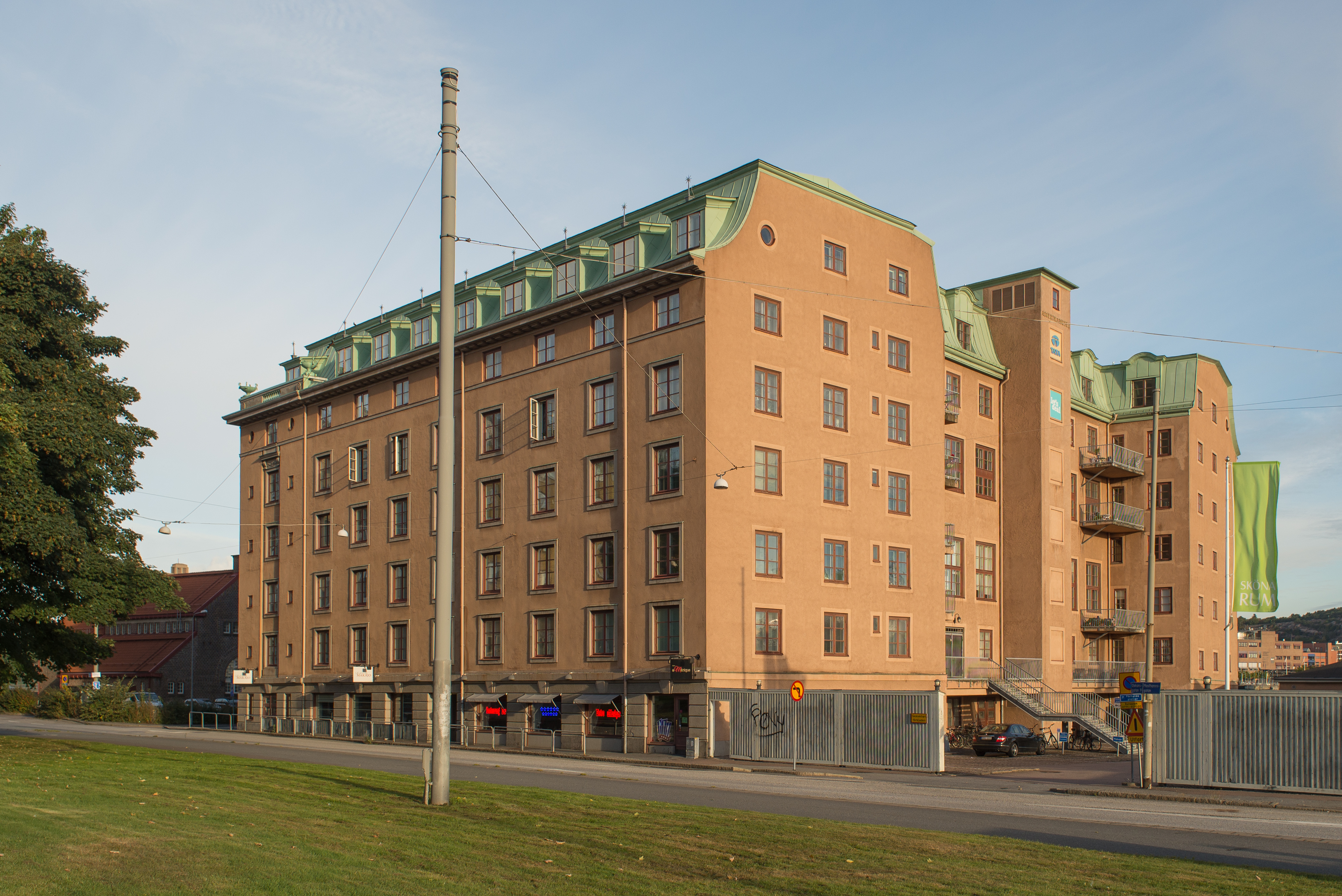
Husets baksida från sydöst.